# Earl Spencer

Familienwappen der Earls Spencer

Earl Spencer ist ein erblicher britischer Adelstitel in der Peerage of Great Britain.
Familiensitz der Earls ist Althorp in Northamptonshire; der einstige Wohnsitz in London, Spencer House, ist heute vermietet.

## Verleihung und nachgeordnete Titel

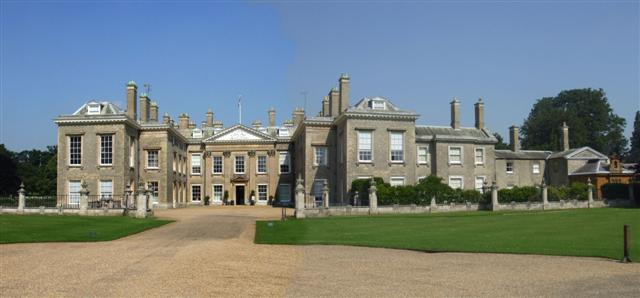
Althorp House, Northamptonshire

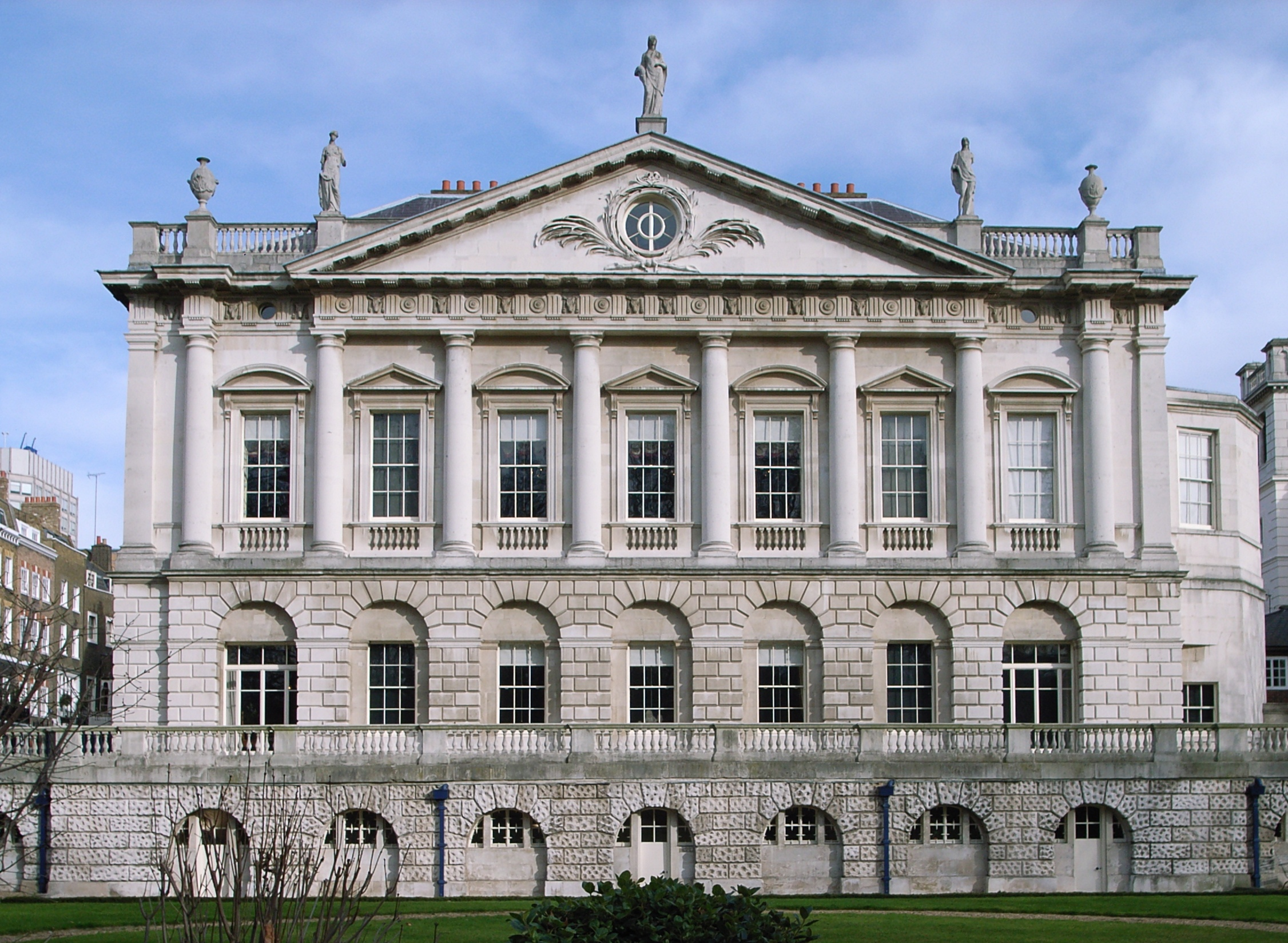
Spencer House, London

Der Titel wurde am 1. November 1765 an John Spencer, 1. Viscount Spencer verliehen. Dessen Vater Hon. John Spencer war der jüngere Sohn von Charles Spencer, 3. Earl of Sunderland, und von Lady Anne Churchill, einer Tochter von John Churchill, 1. Duke of Marlborough, sowie Bruder von Charles Spencer, 3. Duke of Marlborough. Zusammen mit dem Earldom wurde ihm der nachgeordnete Titel Viscount Althorp, of Althorp in the County of Northampton, verliehen. Bereits am 3. April 1761 war er zum Viscount Spencer und Baron Spencer of Althorp, of Althorp in the County of Northampton, erhoben worden. Dem späteren 6. Earl wurde am 19. Dezember 1905 in der Peerage of the United Kingdom der Titel Viscount Althorp, of Great Brington in the County of Northampton, verliehen.
Der älteste Sohn des jeweiligen Earls führt als Titelerbe den Höflichkeitstitel Viscount Althorp.
Eine Tochter des achten Earls war Diana, Princess of Wales. Heutiger Titelinhaber ist deren Bruder Charles Spencer als 9. Earl.

## Liste der  Earls Spencer (1765)
- John Spencer, 1. Earl Spencer (1734–1783)
- George John Spencer, 2. Earl Spencer (1758–1834)
- John Charles Spencer, 3. Earl Spencer (1782–1845)
- Frederick Spencer, 4. Earl Spencer (1798–1857)
- John Poyntz Spencer, 5. Earl Spencer (1835–1910)
- Charles Robert Spencer, 6. Earl Spencer (1857–1922)
- Albert Edward John Spencer, 7. Earl Spencer (1892–1975)
- Edward John Spencer, 8. Earl Spencer (1924–1992)
- Charles Edward Maurice Spencer, 9. Earl Spencer (* 1964)

Titelerbe (Heir apparent) ist der Sohn des jetzigen Earls, Louis Frederick John Spencer, Viscount Althorp (* 1994).

## Bildergalerie

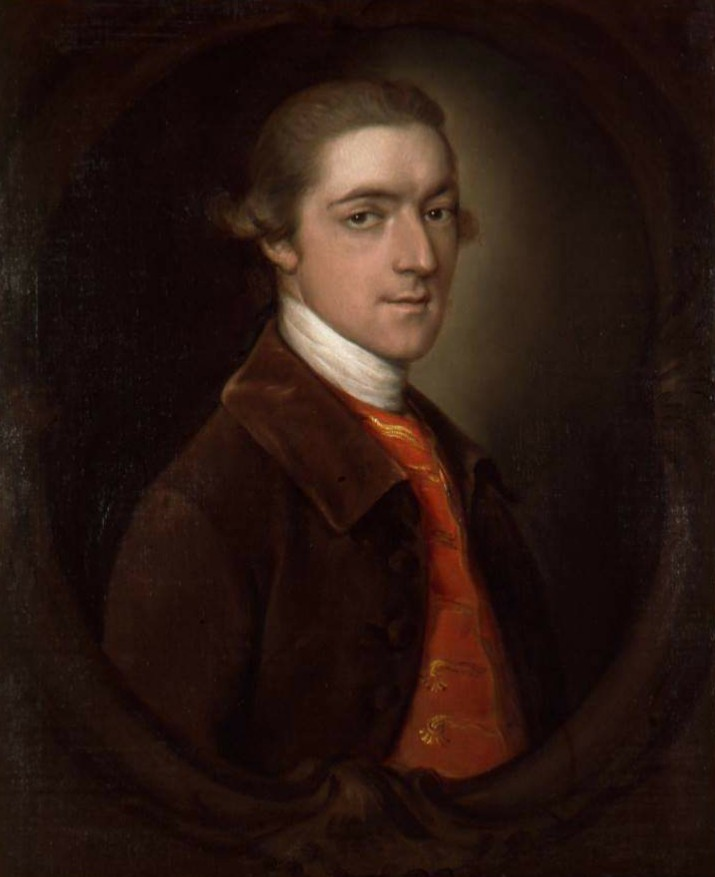
John Spencer, 1. Earl Spencer
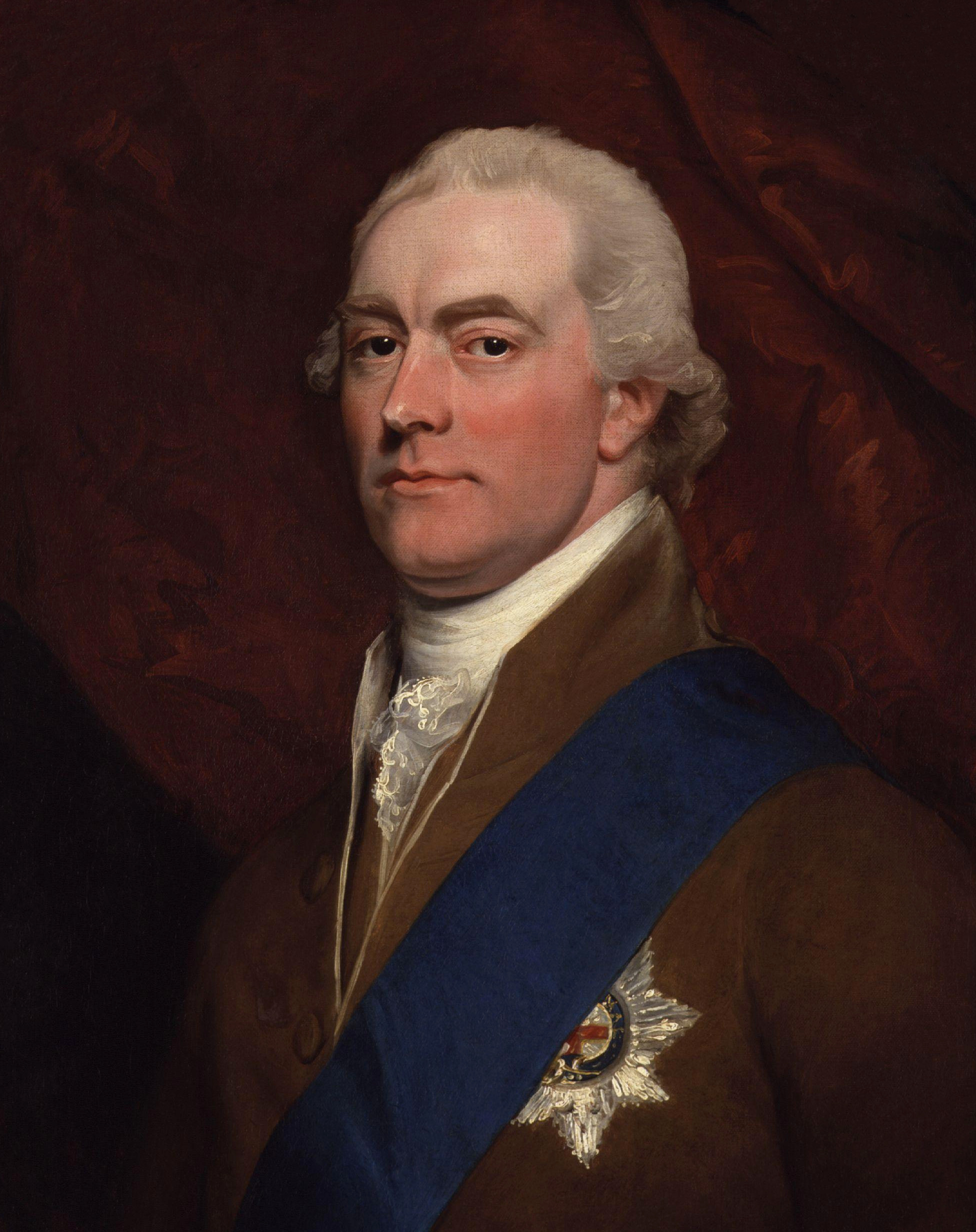
George Spencer, 2. Earl Spencer
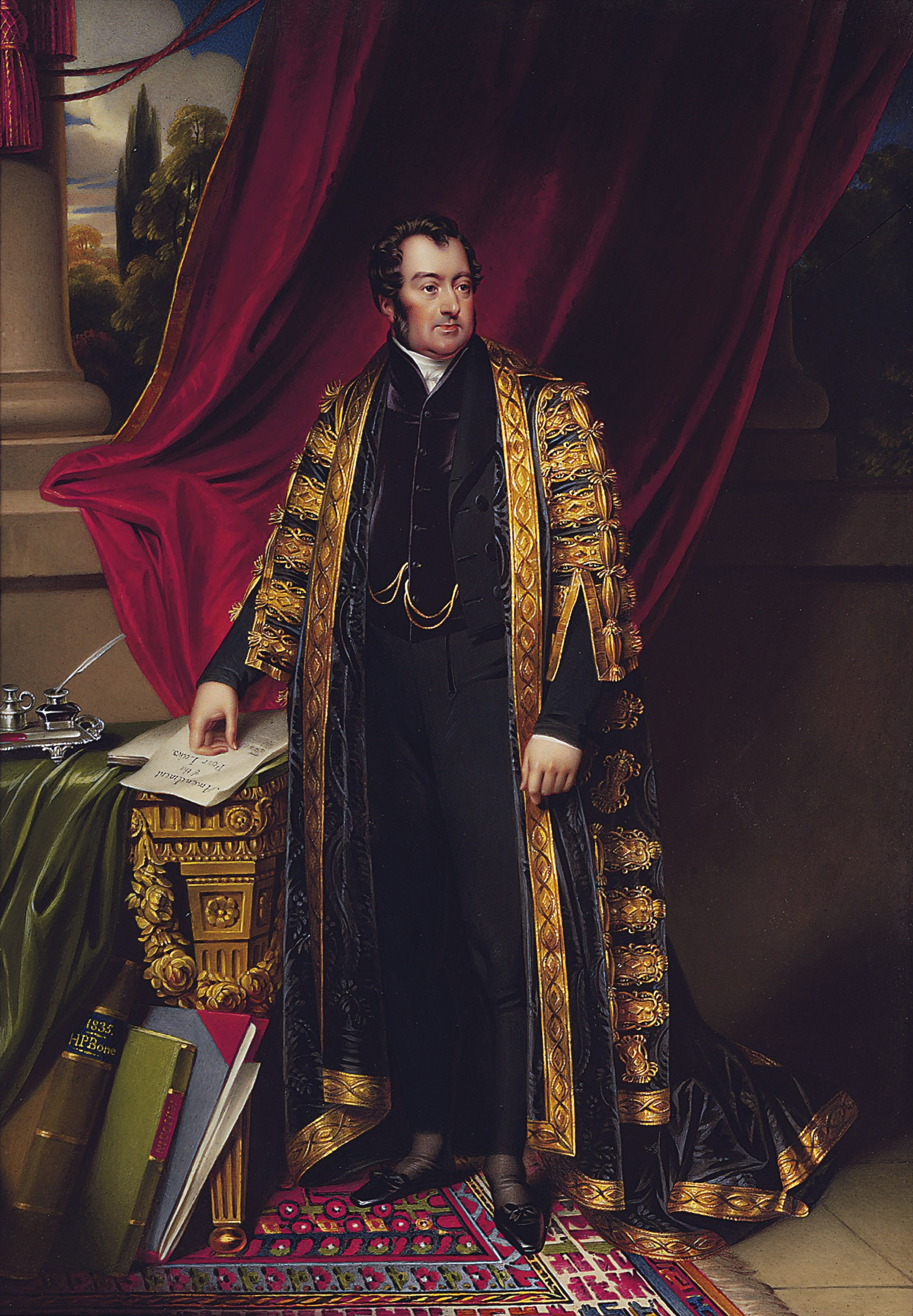
John Spencer, 3. Earl Spencer
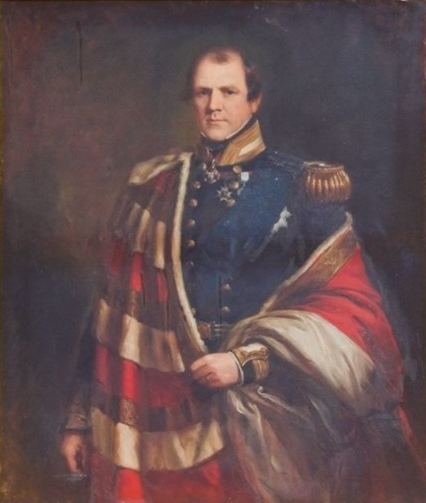
Frederick Spencer, 4. Earl Spencer
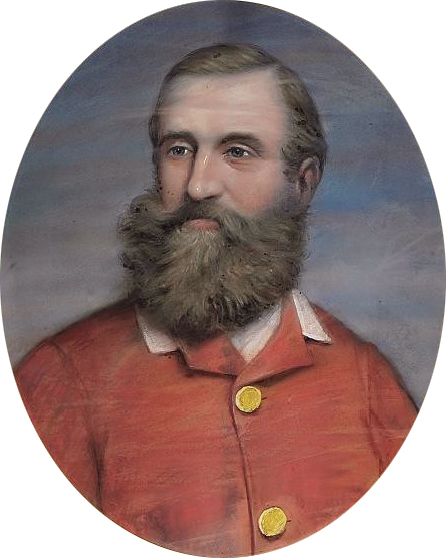
John Spencer, 5. Earl Spencer
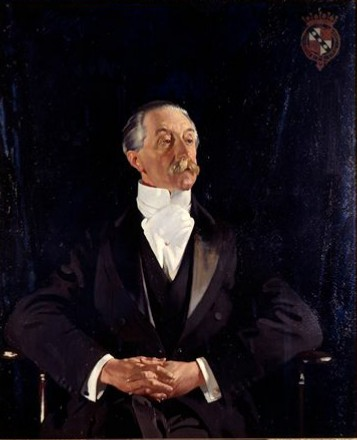
Charles Spencer, 6. Earl Spencer
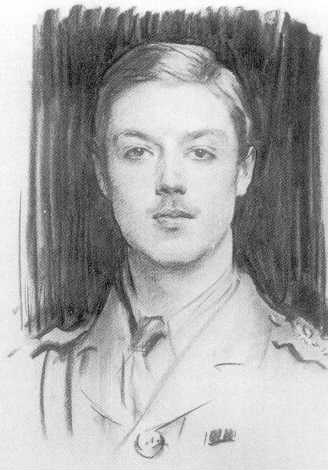
Albert Spencer, 7. Earl Spencer
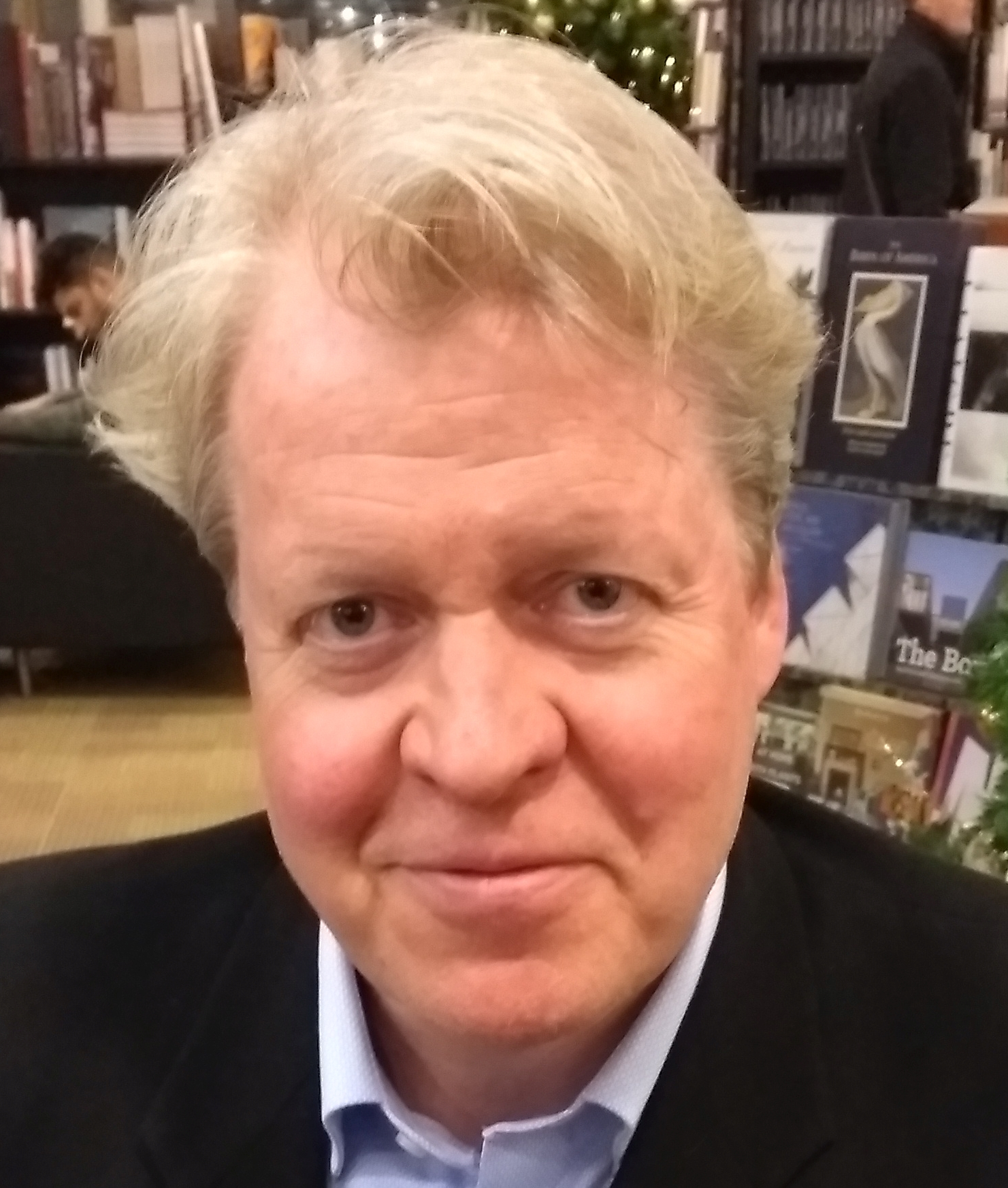
Charles Spencer, 9. Earl Spencer